# Dispositie (orgel)
De dispositie is het geheel van registers, speelhulpen, manueelverdeling en technische details van een pijporgel. Elk orgel heeft zijn eigen dispositie, en die maakt het karakter van het orgel uit.

## Beïnvloedende factoren
Een dispositie wordt voor elk te bouwen orgel apart door de orgelbouwer in ruggespraak met de opdrachtgevers vastgesteld. Factoren die de keuze voor een dispositie beïnvloeden zijn de omvang van het instrument, de beschikbare ruimte, de akoestiek en de financiële mogelijkheden. 
Het doel waarvoor het orgel bestemd is maakt verschil: er is bijvoorbeeld een onderscheid tussen kerkorgels (waarbij een hoofdorgel andere taken heeft dan een koororgel) en concertorgels.
Disposities onderscheiden zich onder meer ook door de tijdgeest en muzikale stromingen. Daarbij gaat het niet alleen om het bouwjaar van het orgel, maar ook om tussentijdse wijzigingen. Veel eeuwenoude orgels zijn in de loop van hun bestaan regelmatig aangepast aan de smaak van een bepaalde periode of de wensen van een vaste organist. 
In de Barok vroeg men een zo volledig mogelijke presentenpiramide, goede draagkracht en kleurige vulstemmen. In de Romantiek hield men meer van zeer uiteenlopende kleuren binnen de achtvoetsligging en minder van der schittering van de hoogliggende vulstemmen. Bij restauraties in de 20e en 21e eeuw tracht men de oude disposities terug te brengen of een compromis te bereiken tussen vroege en latere disposities.  Bestaande orgels staan vaak onder monumentenzorg, waardoor ook dit van invloed is op wijzigingen in de dispositie.
Aangezien ieder orgel normaal gesproken voor een apart doel ontworpen en gebouwd wordt, zijn er bijna geen orgels te vinden met exact gelijke disposities. Uitzonderingen hierop zijn kleine orgels als positief, regaal, portatief of huisorgel, omdat deze meestal niet voor een bepaalde ruimte zijn gebouwd.

## Voorbeeld van een dispositie
Het volgende voorbeeld van een dispositie heeft betrekking op een orgel in de Sint-Servaasbasiliek in Maastricht.
| I Grand Orgue C– |      |
| Montre           | 16'  |
| Bourdon          | 16'  |
| Montre           | 8'   |
| Bourdon          | 8'   |
| Flute Harmonique | 8'   |
| Viola di Gamba   | 8'   |
| Prestant         | 4'   |
| Flute            | 4'   |
| Salicional       | 4'   |
| Quinte           | 2/3′ |
| Doublette        | 2'   |
| Fourniture III   |      |
| Cymbale II       |      |
| Cornet V         |      |
| Bombarde         | 16'  |
| Trompette        | 8'   |
| Clairon          | 4'   |

| II Positif C–   |    |
| Montre          | 8' |
| Bourdon         | 8' |
| Salicional      | 8' |
| Unda Maris      | 8' |
| Bilingua        | 8' |
| Prestant        | 4' |
| Flute           | 4' |
| Doublette       | 2' |
| Flageolet       | 1' |
| Mixture II-III  |    |
| Basson-Hautbois | 8' |

| III Echo C–   |    |
| Bourdon       | 8' |
| Flute         | 4' |
| Flageolet     | 2' |
| Cornet II–III |    |
| Voix humaine  | 8' |

| Pédale C– |        |
| Montre    | 16'    |
| Soubasse  | 16'    |
| Quinte    | 102/3′ |
| Flute     | 8'     |
| Prestant  | 4'     |
| Bombarde  | 16'    |
| Trompette | 8'     |
| Clairon   | 4'     |